# ارلانگن

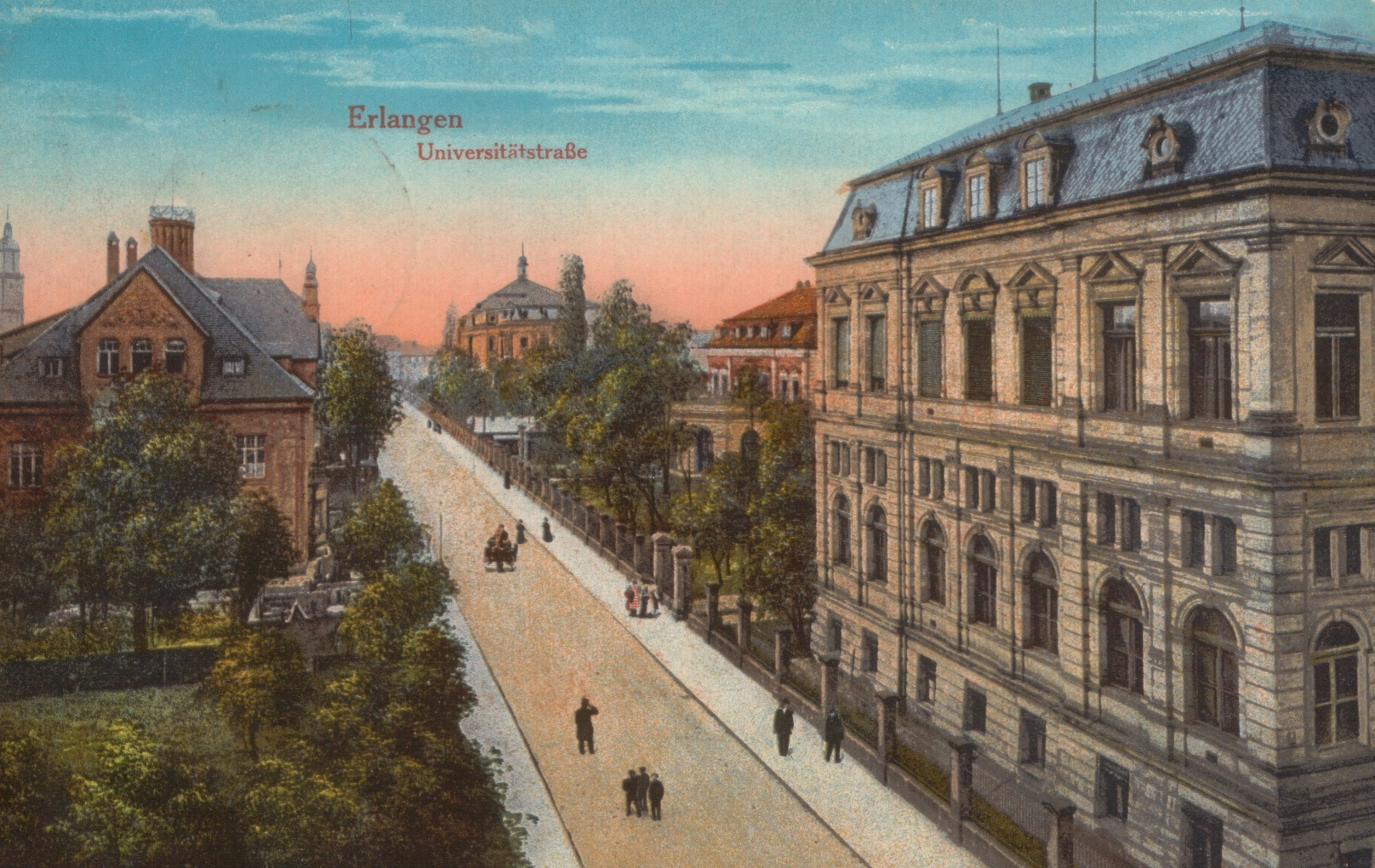
ارلانگن حدود سال ۱۹۱۶

ارلانگن (آلمانی: Erlangen ) شهر دانشگاهی واقع در ایالت بایرن کشور آلمان است. این شهر در فاصله ۲۰ کیلومتری در شمال شهر نورنبرگ و در محل تلاقی رودخانه رگنیتز و انشعاب اصلی آن قرار دارد.

## دانشگاه
دانشگاه ارلانگن-نورنبرگ (آلمانی: Friedrich-Alexander-Universität Erlangen-Nürnberg ) دومین دانشگاه بزرگ ایالت بایرن است. این دانشگاه شامل ۱۱ دانشکده بوده و حدود ۲۵۸۰۰ دانشجو دارد.

## برگکیرشوایه
برگکیرشوایه (آلمانی: Bergkirchweih ) جشنواره آبجویی شبیه به جشن اکتبر که در مونیخ برگزار می‌شود است. این جشنواره هر ساله به مدت ۱۲ روز برقرار بوده و بیش از یک میلیون بازدیدکننده را به ارلانگن جذب می‌کند.

## افراد سرشناس
گئورگ زیمون اهم (فیزیکدان)
1. ↑  «erlangeninfo.de» (به آلمانی). دریافت‌شده در ۲۰۲۳-۰۵-۱۱.